# 小野哲平
小野 哲平（おの てっぺい、1985年10月14日 - ）は日本の俳優。神奈川県横浜市出身。太田プロダクション所属。

## 略歴
- 神奈川県立神奈川工業高等学校卒業。中学時代、高校時代は剣道部で主将を務めた。
- 2004年、芝浦工業大学入学。演劇サークルの新人公演で舞台デビュー。
- 2007年、出演した劇団の座長だった阪本浩之の紹介で三代目中村橋之助(八代目中村芝翫)の付き人になる。
- 2009年、テレビドラマ『だましゑ歌麿』の同心役でテレビ初出演。8月、野田秀樹による歌舞伎作品『野田版 愛陀姫』に黒衣で出演し歌舞伎座の舞台に立つ。
- 2010年、付き人を卒業し、北区つかこうへい劇団役者コース18期生のオーディションを受け研修生になる。
- 2011年、劇団員昇格。解散公演・追悼公演に出演する。
- 2014年、太田プロダクション主催「俳優ワークショップ(15期生)」を経て、所属に至る。

## エピソード
付き人をしていたことで歌舞伎名門成駒屋と関係が深く、北区つかこうへい劇団の昇格試験の際には九代目中村福助に公式ブログで応援された。

## 出演

### テレビドラマ
- だましゑ歌麿（2009年9月12日、テレビ朝日） - 南町奉行所 同心 役（※映像デビュー作品）
- 鍵のかかった部屋 11話（2012年6月25日、フジテレビ） - 佐藤学(玉木宏)の同僚 役(写真のみ)
- ウロボロス〜この愛こそ、正義。7話（2015年2月27日、TBS） - 刑事 役
- 検事・沢木正夫3 共犯者（2015年8月19日、テレビ東京） - パーティ客 役
- 保険犯罪調査員 佐伯初音 空白の起点（2016年7月20日、テレビ東京） - レストランオーナー平松 役
- トクチョウの女〜国税局特別調査部〜（2017年3月4日、フジテレビ） - 区職員 役
- テミスの剣（2017年9月27日、テレビ東京） - 記者 役
- 警視庁東京湾臨海署〜安積班（2019年2月25日、TBS） - 武田圭介 役
- 山女日記3 2話（2021年10月24日、NHK BSプレミアム）- 深田久弥 役
- 大河ドラマ 青天を衝け 39話（2021年12月12日、NHK）

### その他のテレビ番組
- 世界・ふしぎ発見!（2021年4月17日、TBS） - 福沢諭吉 役

### 映画
- 麻雀飛翔伝 哭きの竜 外伝２（2011年）- 関西ヤクザ 役
- 二代目はニューハーフ（2013年） - ショーパブの客 役
- 私の刺（2016年） - LOVE 靴男 役[2]
- フライガール（2023年） - 高山学 役[3]
- ファンファーレ（2023年） - クライアント 役
- シンペイ〜歌こそすべて （2025年）  -  音楽教授 役

### 短編映画
- 本社から来た男[4]（2021年）

### オリジナルビデオ
- 電エースタロウ 〜ホットリボンのひみつ〜（2014年）- ブラック社員小野 役

### 配信・WEB
- 大成ロテック創立60周年記念ムービー『Road to the Future ～未来への道～[5]』（2021年） - 北森長介 役

### 舞台
- 芝浦工業大学演劇サークル『カリメロ』の公演に多数出演
- 劇団コーヒー牛乳(現在はゲキバカに改名)プロデュース公演『コーヒーサンバ2』（2004年）
- 北区つかこうへい劇団解散公演『熱海殺人事件モンテカルロイリュージョン[6]』（2011年）
- つかこうへい追悼公演『新・幕末純情伝[7]』（2011年）
- 朗読劇『リセット[8]』（2013年）
- 空感エンジンプロデュース公演『KEIKI』（2013年）
- 空感エンジンプロデュース公演『SAKURA』（2014年）
- 世田谷シルク『赤い鳥の居る風景[9]』（2014年）
- 明治座公演『御宿かわせみ[10]』（2016年）
- Beginningプロモーション主催『Great JUSTIE ～地上30mのヒーロー～[11]』（2016年）
- トムランド公演『儚人～はかなびと～[12]』（2017年） - 作・演出
- ナイスコンプレックスN29『YAhHOO!!!!!![13]』（2018年）
- 新橋演舞場『オセロー[14]』（2018年）
- トムランド番外公演『迷い道[15]』（2018年） - 作・演出
- 『青春の殺人者 令和版[16]』（2022年）
- 成駒屋自主公演『第一回神谷町小歌舞伎[17]』（2023年)
- Yプロジェクト『三代目湯之介３ ～新春時間旅行編～[18]』（2024年）
- 製作委員会 第14回公演『すべてイーロンのせい[19]』（2024年）
- 成駒屋自主公演『第二回神谷町小歌舞伎[20]』（2024年)